# Лика, Илион
Илион Лика (алб. Ilion Lika; род. 17 мая 1980, Тирана, Албания) — албанский футболист, вратарь клуба «Тирана». Выступал за сборную Албании.

## Клубная карьера
14 марта 2008 года дебютировал в составе «Терека» в матче 1-го тура чемпионата России с командой «Крылья Советов», завершившимся крупным поражением 0:3.
После чемпионата России 2009 года у Лики закончился контракт и он покинул «Терек».
19 января 2010 года Лика стал игроком албанского клуба «Влазния» из Шкодера, причём оказался третьим голкипером основного состава команды. В своём новом клубе Лика провёл один матч, после чего разорвал контракт через 10 дней после его заключения. Вскоре присоединился к клубу «Кастриоти».

## Карьера в сборной
Сыграл 14 матчей за национальную сборную.

## Достижения
- Чемпион Албании: 2001/02
- Обладатель Кубка Албании: 2002/03